# Upplands runinskrifter 251
Upplands runinskrifter 251 är en vikingatida runristning på en berghäll i Sursta, Vallentuna socken och Vallentuna kommun. Runristning är 1,9 gånger 1,1 meter stor (NNV-SSÖ). I den östsydöstra delen av berghällen och på den åt västsydväst sluttande hällen är en imålad runslinga, 5-9 centimeter bred med 4-6 millimeter breda och 1-2 millimeter djupa linjer. I övrigt består ristningen av ett fyrfotadjur omslingrat av en orm.

## Inskriften
Translitterering av runraden:
fasti · lit · hkua · runar · þisar · iftʀ fastulf · sun sin
Normalisering till runsvenska:
Fasti let haggva runaʀ þessaʀ æftiʀ Fastulf, sun sinn.
Översättning till nusvenska:
Faste lät hugga  dessa runor  efter  Fastulv,  sin  son.
Det närbelägna ristade blocket vid Mällösa, U 244, har samma personer omnämnda och nästan samma lydelse: "Faste lät hugga stenen efter Fastulv, sin son".